# أش كينغ
أش كينغ (بالإنجليزية: Ash King)‏ هو مغني هندي، ولد في 1984 في لندن في المملكة المتحدة.

## وصلات خارجية
- أش كينغ على موقع IMDb (الإنجليزية)
- أش كينغ على موقع ميوزك برينز (الإنجليزية)
- أش كينغ على موقع ديسكوغز (الإنجليزية)
- أش كينغ على موقع قاعدة بيانات الفيلم (الإنجليزية)